# San Hipólito Achiapa
San Hipólito Achiapa är en ort i Mexiko.   Den ligger i kommunen Ocoyucan och delstaten Puebla, i den sydöstra delen av landet, 100 km sydost om huvudstaden Mexico City. San Hipólito Achiapa ligger 1 902 meter över havet och antalet invånare är 299.
Terrängen runt San Hipólito Achiapa är kuperad österut, men västerut är den platt. Runt San Hipólito Achiapa är det ganska tätbefolkat, med 222 invånare per kvadratkilometer. Närmaste större samhälle är Puebla de Zaragoza, 19,4 km nordost om San Hipólito Achiapa. Omgivningarna runt San Hipólito Achiapa är en mosaik av jordbruksmark och naturlig växtlighet.